# Émile Reynaud

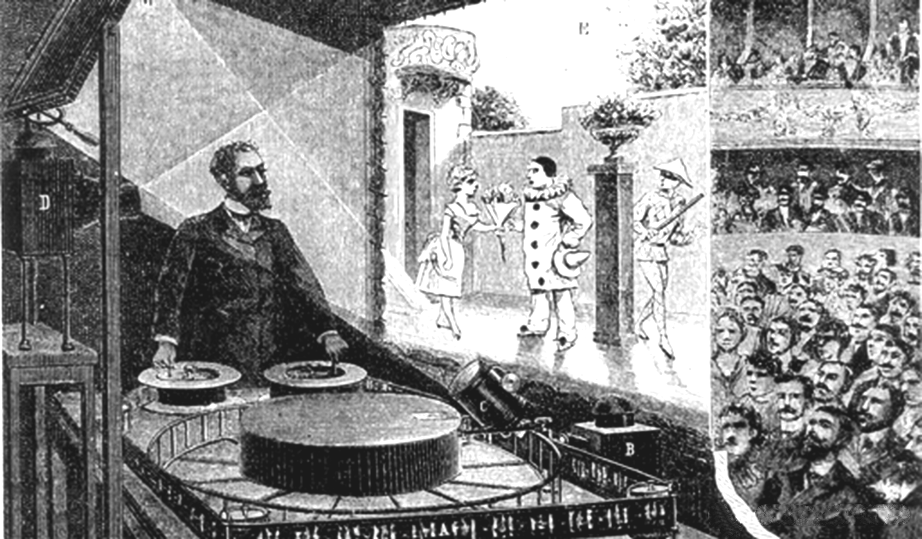
Reynaud i jego teatr optyczny

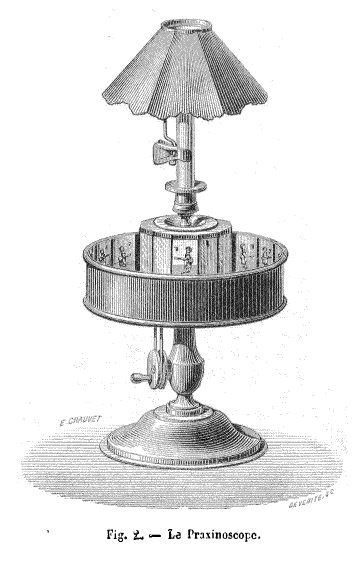
Praksynoskop, jeden z wynalazków Reynauda

Charles-Émile Reynaud (ur. 8 grudnia 1844, zm. 9 stycznia 1918) – francuski nauczyciel i wynalazca, prekursor techniki filmowej i filmu animowanego. W 1877 skonstruował praksinoskop, w 1892 wyświetlił pierwszy animowany film, Pauvre Pierrot.
Ojciec Renauda był grawerem i zegarmistrzem, a matka nauczycielką. Karierę rozpoczął jako wykładowca fizyki i nauk przyrodniczych. Swój pierwszy wynalazek – praksinoskop opracował w 1876, a zarejestrował w urzędzie patentowym 21 grudnia 1877. Było to urządzenie w formie bębna obrotowego, umożliwiające obserwację sekwencji obrazów sprawiającą wrażenie ruchu. Dwa lata później udoskonalił je – w nowej postaci wyświetlało obrazy ze szklanych płyt połączonych tkaniną. W grudniu 1888 Reynaud opatentował w Paryżu Teatr Optyczny (Theatre Optique), urządzenie do wyświetlania pierwszych filmów rysunkowych, własnoręcznie malowanych jeszcze na taśmach papierowych. Taśmy były perforowane, a fakt ten uważa się za pierwsze użycie perforacji do celów komercyjnych. W 1892 w Musee Grevin Reynaud pokazał Pantomimes Lumineuses, a w roku 1892 w Musee Grevin – Pantomimes Lumineuses i Pauvre Pierrot. W ciągu ośmiu lat jego pokazy oglądało 500 000 widzów.
Zmarł w biedzie 9 stycznia 1918, po wrzuceniu do Sekwany swojego projektora i prawie wszystkich filmów.

## Filmografia
- Autour d’une cabine (1895)
- Rêve au coin du feu (1894)
- Le clown et ses chiens (1892)
- Pauvre Pierrot (1892)
- Un bon bock (1892)